# Ibrahim Diarra
Pour les articles homonymes, voir Diarra.

a Compétitions nationales et continentales officielles uniquement.

b Matchs officiels uniquement.
Dernière mise à jour le 15 décembre 2019.
Ibrahim Diarra, né le 25 mai 1983 à Savigny-sur-Orge et mort le 18 décembre 2019 à Paris, est un joueur de rugby à XV international français qui évoluait au poste de troisième ligne aile (1,85 m pour 105 kg).

## Biographie

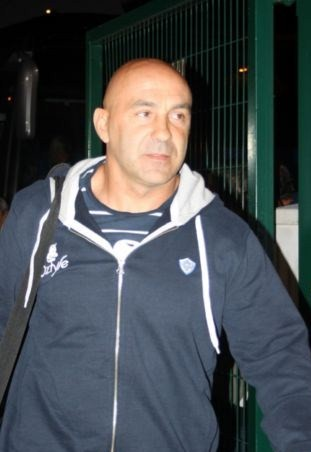
Laurent Travers, ici en 2012, est l'entraîneur d'Ibrahim Diarra de 2005 à 2013 à Montauban puis à Castres.

Venu tardivement au rugby, il a très vite intégré l’équipe fanion de Viry-Châtillon en Fédérale 1, où il est repéré par Pierre Lafond qui lui conseille de rejoindre le centre de formation de l'Union sportive montalbanaise en 2003. Il franchit des paliers pour s'imposer en équipe fanion du MTG XV.
Ibrahim Diarra inscrit des essais tout en puissance grâce à sa grosse force de pénétration. Ses gros plaquages, ses raffuts efficaces et sa qualité dans l'alignement lui ont permis d’intégrer l'équipe de France durant le Tournoi des Six Nations 2008.
En 2009, il quitte le club de Montauban et suit ses entraîneurs Laurent Travers et Laurent Labit au Castres olympique. Il devient un incontournable de la 3e ligne du CO qu'il compose avec Yannick Caballero et Chris Masoe puis Antonie Claassen, notamment lors des phases finales du club tarnais, en 2012, 2013 ou 2014. Il remporte le championnat de France en 2013 en s'imposant 19 à 14 en finale face au RC Toulon. Il est alors un des joueurs préférés du public.
Sur le déclin et devant faire face à une dure concurrence avec les recrutements effectués par le nouveau manager Christophe Urios, il quitte le CO en 2016.
Entre-temps, en juin 2012, il participe à la tournée des Barbarians français au Japon pour jouer deux matchs contre l'équipe nationale nippone à Tokyo. Les Baa-Baas l'emportent 40 à 21 puis 51 à 18. En novembre 2012, il est de nouveau sélectionné avec les Barbarians français pour affronter le Japon au Stade Océane du Havre. Les Baa-Baas l'emportent 65 à 41.
Son demi-frère, Mohamadou Diarra, joue, lui, à l'Union sportive montalbanaise et est international sénégalais. Son cousin germain, Djibril Camara, joue au poste d'ailier au Stade français Paris puis à l'Aviron bayonnais.
Après sa carrière, il devient commercial, notamment au sein de son club formateur, l'Union sportive montalbanaise. En décembre 2019, il est hospitalisé après avoir été victime d'un accident cardiaque auquel il succombe le 18 décembre.

## Carrière

### En club
- Entente sportive Viry-Châtillon rugby (Viry-Châtillon)
- 2005-2009 : US Montauban (Pro D2 puis Top 14)
- 2009-2016 : Castres olympique (Top 14)
- 2016-2017 : Section paloise (Top 14)
- 2017-2018 : ASV Lavaur

### En sélection nationale
Il a disputé son premier et unique match en équipe de France le 3 mars 2008 contre l'équipe d'Italie, à la suite de la prise de fonction du nouvel encadrement de l'équipe formé de Marc Lièvremont, Émile Ntamack et Didier Retière.

## Palmarès

### En club
Avec le Castres olympique
- Championnat de France de Top 14 :
  - Champion (1) : 2013
  - Finaliste (1) : 2014
  - Demi-finaliste (1) : 2012

Avec l'US Montauban
- Championnat de France de Pro D2 : 
  - Champion (1) : 2006

Avec l'AS Lavaur
- Trophée Jean Prat (1) : 
  - Vainqueur (1) : 2018

### En équipe nationale
- 1 sélection en équipe de France en 2008
- Sélections par année : 1 en 2008
- Tournois des Six Nations disputés : 2008